# Port-Bail-sur-Mer
Port-Bail-sur-Mer – gmina we Francji, w regionie Normandia, w departamencie Manche. W 2013 roku liczba ludności wynosiła 2841 mieszkańców. 
Gmina została utworzona 1 stycznia 2019 roku z połączenia trzech ówczesnych gmin: Denneville, Portbail oraz Saint-Lô-d’Ourville. Siedzibą gminy została miejscowość Portbail. 